# 全国司法書士女性会
全国司法書士女性会（ぜんこくしほうしょしじょせいかい）は、男女共同参画社会の実現、司法書士制度の発展を目指して2000年に設立された。

## 活動
司法書士の活動における障害を軽減するための提言などを行っている。特に、女性司法書士のより円滑な活動を推進するための選択的夫婦別姓制度の導入推進、税制改正の提言などを行っている。

## 関連団体
- 日本司法書士会連合会